# ヨーロッパ通常戦力条約
ヨーロッパ通常戦力条約（ヨーロッパつうじょうせんりょくじょうやく、英名：Treaty on Conventional Armed Forces in Europe）は、欧州各国が核兵器以外の通常戦力の削減について締結した条約。通称CFE条約。

## 概要
第二次世界大戦後初の通常戦力削減に関する軍縮条約である。
署名は1990年11月、暫定発効を経て1992年11月に正式発効した。条約が提起され、締結について議論されたのが冷戦中であり、条約は冷戦の継続を前提として通常戦力の削減について定めている。その後、冷戦終結による国際情勢の変化などを受け、1997年1月から、いわゆる条約の適合化交渉が始まり、1999年11月に条約適合のための合意文書、通称「CFE適合条約」が作成された。ただ、同適合条約はロシアなど一部の国のみが批准しており発効していない。
2007年4月26日、ロシアのウラジーミル・プーチン大統領はNATO諸国がCFEを批准していないとしてCFE履行の一時的な履行停止を宣言し、同年7月14日に履行を停止する大統領令に署名。同年11月30日には条約の履行停止法案に署名した。2023年5月29日には条約を破棄する法律に署名し、11月7日に正式にCFEを脱退した。同日、NATOは脱退を非難した上で、CFEの履行を停止すると発表した。

## 締約国
NATO  16ヶ国
- ベルギー
- カナダ
- デンマーク
- フランス
- ドイツ
- ギリシャ
- アイスランド
- イタリア
- ルクセンブルク
- オランダ
- ノルウェー
- ポルトガル
- スペイン
- トルコ
- イギリス
- アメリカ合衆国

ワルシャワ条約機構  13ヶ国
- アルメニア
- アゼルバイジャン
- ベラルーシ
- ブルガリア
- チェコ
- ジョージア
- ハンガリー
- カザフスタン
- モルドバ
- ポーランド
- ルーマニア
- スロバキア
- ウクライナ

### 過去の締約国
ワルシャワ条約機構  1ヶ国
- ロシア

## 内容
この条約は、戦車、装甲戦闘車両、火砲、戦闘機、攻撃ヘリの5つのカテゴリーの兵器について、東西両陣営において保有数の上限を定め、上限を超える兵器の速やかな廃棄、および条約遵守のための査察について取り決めている。
以下は5つのカテゴリーそれぞれの兵器について、条約締結時点（1992年7月）の各陣営の保有数、および条約で定められた目標数を示している。
| 上段：現有数 下段：削減目標数 | NATO          | 旧ワルシャワ 条約機構 | アメリカ    | ロシア連邦    |
| ----------------------------- | ------------- | --------------------- | ----------- | ------------- |
| 戦車                          | 24,093 20,000 | 31,773 20,000         | 5,163 4,006 | 9,338 6,400   |
| 装甲戦闘車両                  | 33,827 30,000 | 44,218 30,000         | 4,963 5,372 | 19,399 11,480 |
| 火砲                          | 19,831 20,000 | 26,575 20,000         | 1,973 2,492 | 8,326 6,415   |
| 戦闘用航空機                  | 5,118 6,800   | 8,542 6,800           | 398 784     | 4,624 3,450   |
| 攻撃ヘリ                      | 1,685 2,000   | 1,512 2,000           | 349 518     | 1,005 890     |

## 脱法行為
条約の規制の網目をすり抜けるような「条約逃れ」を目的としたとも解釈できる装備を開発・配備する例もある。
代表的一例としては、保有総数を規制されている「口径100mm以上の火砲」に該当する120mm迫撃砲の不足を補うためにポーランドが開発したM-98迫撃砲が挙げられる。M-98迫撃砲の口径は98mmであり、条約の規制をかろうじてクリアしているため、条文の定義上は保有数を規制できない。
もう一つの例としては、ロシアが開発した「戦車支援戦闘車」(戦車を対戦車車両や歩兵の対戦車攻撃から援護するための車両で、大砲を装備しない替わりに「非装甲目標を攻撃する」ことに特化した装備を持つ)である「BMP-T」と呼ばれる戦闘車両を調達・配備する際に、ロシア国防省は「BMP-Tは戦車でも兵員輸送車でもなく、条約締結の時点で存在しなかった新カテゴリの兵器なので、同条約には規定されず、報告の義務も保有数の制限も無い」として条約の存在を無視した装備とすることを公言した、という例がある。
いわゆる“無人機”や“ロボット兵器”についても、2012年現在では明確な規定はない。